# Amphipholis
Amphipholis is een geslacht van slangsterren uit de familie Amphiuridae.

## Soorten
- Amphipholis bananensis (Koehler, 1911)
- Amphipholis conolampadis Kroh & Thuy, 2013
- Amphipholis elevata Nielsen, 1932
- Amphipholis goesi Ljungman, 1872
- Amphipholis januarii Ljungman, 1866
- Amphipholis kochii Lütken, 1872
- Amphipholis laevidisca H.L. Clark, 1909
- Amphipholis linopneusti Stöhr, 2001
- Amphipholis littoralis Cherbonnier & Guille, 1978
- Amphipholis microdiscus (Lütken, 1856)
- Amphipholis misera (Koehler, 1899)
- Amphipholis murmanica Djakonov, 1929
- Amphipholis nudipora Koehler, 1914
- Amphipholis pentacantha H.L. Clark, 1915
- Amphipholis procidens Koehler, 1930
- Amphipholis pugetana (Lyman, 1860)
- Amphipholis serrataspina Cherbonnier & Guille, 1978
- Amphipholis sigillata Cherbonnier & Guille, 1978
- Amphipholis similis Mortensen, 1933
- Amphipholis sobrina Matsumoto, 1917
- Amphipholis squamata (Delle Chiaje, 1828)
- Amphipholis strata Mortensen, 1933
- Amphipholis tetracantha Matsumoto, 1941
- Amphipholis torelli Ljungman, 1872
- Amphipholis tuberosa Stöhr, 2011
- Amphipholis vitax (Koehler, 1904)